# 弗朗西斯·米勒德
弗朗西斯·米勒德（英語：Francis Millard，1914年5月31日—1958年10月19日），美国男子自由式摔跤运动员。他曾代表美国参加1936年夏季奥林匹克运动会摔跤比赛，获得男子自由式次轻量级银牌。